# 神奈川県立寒川高等学校
神奈川県立寒川高等学校（かながわけんりつ さむかわこうとうがっこう）は神奈川県高座郡寒川町一之宮に所在する公立の高等学校。寒高（さむこう）の略称で呼ばれている。

## 設置学科
- 普通科

## 沿革
- 1978年 設立

## 学校行事
- 文化祭
- 社会見学
- 修学旅行
- 球技大会
- 芸術鑑賞会
- 地域貢献デー
- 各種講演会
- 就業体験

## 交通
- 寒川駅より徒歩13分。

出典 : 
| 乗車駅   | のりば | 系統             | 下車停留所         |
| -------- | ------ | ---------------- | ------------------ |
| 茅ケ崎駅 | 5      | 茅41・茅45・茅46 | 「寒川高校前」     |
| 茅ケ崎駅 | 6      | 茅25・茅26       | ｢景観寺」、徒歩8分 |

## 著名な出身者
- 柏原丈二 - サッカー審判員
- 鎌田翔雅 - サッカー選手
- 佐藤彩香 - タレント、一輪車選手